# Diócesis de Prizren-Pristina
La diócesis de Prizren-Pristina (en latín: Dioecesis Prisrensis-Priscensis, en albanés: Dioqeza Prizren-Prishtinë y en serbio: Призренско-приштинска бискупија) es una circunscripción eclesiástica de la Iglesia católica en Kosovo. Se trata de una diócesis latina, inmediatamente sujeta a la Santa Sede. Desde el 12 de diciembre de 2006 su obispo es Dodë Gjergji.

## Territorio y organización

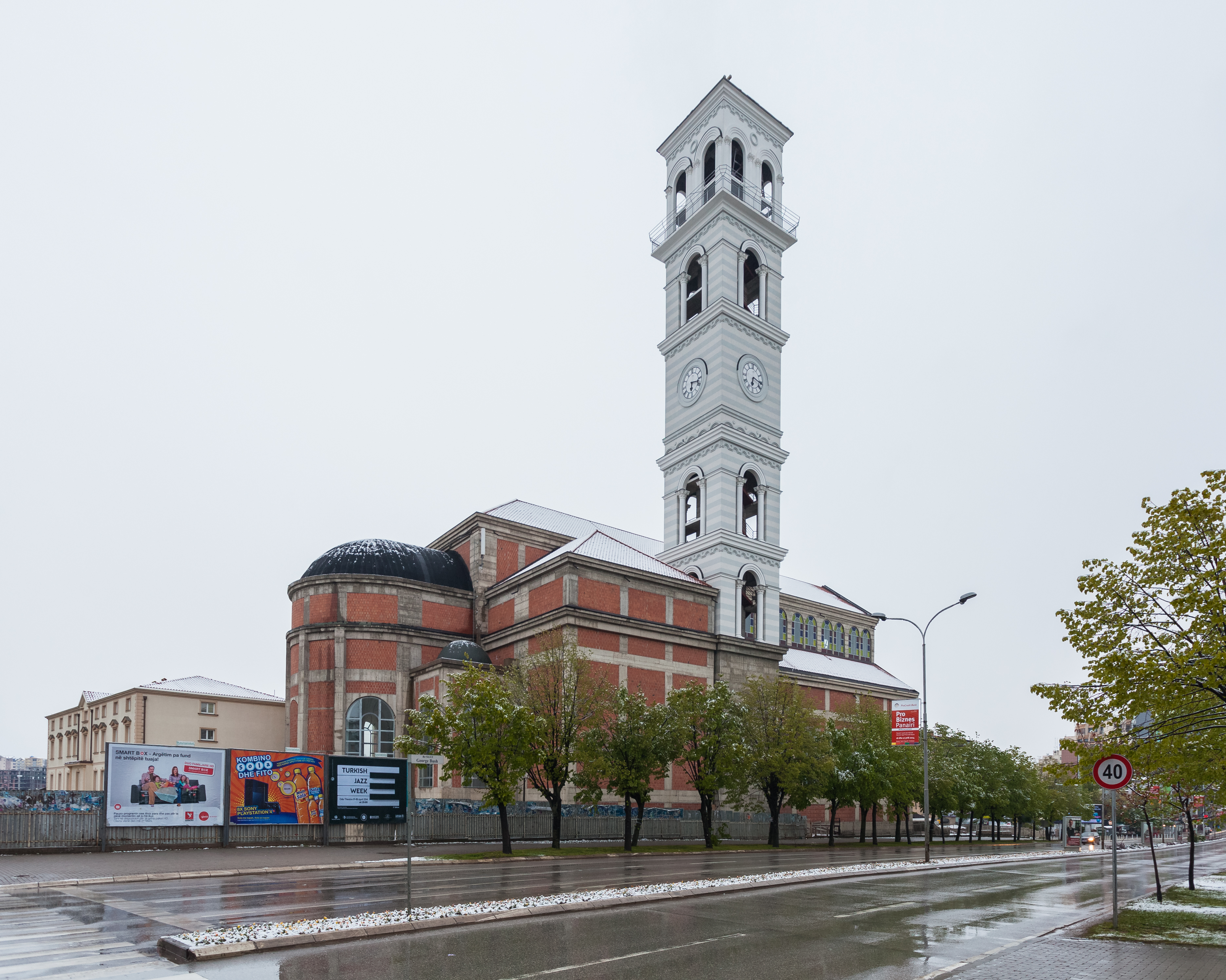
Concatedral de la Santa Madre Teresa, en Pristina

La diócesis tiene 10 887 km² y extiende su jurisdicción sobre los fieles católicos de rito latino residentes en todo el territorio de Kosovo.
La sede de la diócesis se encuentra en la ciudad de Prizren, en donde se halla la Catedral de Nuestra Señora del Perpetuo Socorro. En Pristina se encuentra la Concatedral de la Santa Madre Teresa inaugurada el 5 de septiembre de 2017.
En 2023 en la diócesis existían 25 parroquias.

## Historia

### Posible diócesisPrinatensis
La presencia cristiana en Kosovo podría haberse establecido ya en tiempos apostólicos, ya que san Pablo escribió a los romanos en una ocasión que había difundido el cristianismo hasta Iliria (Rom 15, 19). La arquidiócesis metropolitana de Dardania está documentada por primera vez en el Concilio de Nicea I en 325. 
La diócesis de Prizren fue erigida probablemente en el siglo V, aunque la evidencia documental es bastante tenue, limitándose a mencionar a Paulus episcopus Prinatenus, quien firmó en 458 la carta de los obispos de la provincia de Epiro Nuevo (cuya sede metropolitana era Durrës) al emperador León I luego del asesinato del patriarca Proterio de Alejandría, aunque el término Prinatenus podría ser una corrupción de Dribastenus, es decir Drivasto.
El obispo Paulus Prinatensis también aparece tras la destrucción de Justiniana Secunda, anteriormente llamada diócesis de Ulpiana (a 7.5 km al sureste de Pristina), por las transmigraciones de los bárbaros y con la llegada de los eslavos, y es probable que la sede episcopal y sus titulares fueran trasladados a Prizren.

### Diócesis bajo influencia bizantina y período confuso
En los siglos siguientes se pierde todo rastro de la diócesis Prinatensis, ya que la organización eclesiástica fue destruida por invasiones de hunos, godos, ávaros y eslavos, y desastres naturales como el terremoto del año 518 que destruyó Skopie y otras 24 ciudades de Dardania. En 732 el emperador León III Isáurico separó de Roma (el Ilírico oriental y la sometió al patriarcado de Constantinopla. La diócesis de Prizren es mencionada siendo sufragánea de la arquidiócesis de Ocrida en el Primer Imperio búlgaro, que ocupó Kosovo desde 850. Fue incorporada al Imperio bizantino y al patriarcado de Constantinopla en 1018 y se la menciona en 1020. Tras el Cisma de Oriente de 1054 interrumpió la plena comunión con la Iglesia occidental. 
Sin embargo, hasta el siglo XII estuvo ciertamente activa y fue sufragánea de la arquidiócesis de Antivari en la Iglesia latina. Entre 1197 y 1207 los bizantinos recuperaron Skopie y Prizren, y el obispo de esta última diócesis, llamado Abraham, junto con los demás obispos de la provincia, dirigió una carta al papa Inocencio III, firmando como como humilis episcopus Sannctissimi epicopatus Prisdini Abrahami.
En 1216 Prizren fue tomada por los serbios ortodoxos y los obispos griegos fueron inicialmente sustituidos por los serbios y luego la diócesis quedó vacante o fue suprimida.

### Diócesis de Prizren
El Imperio Otomano conquistó Kosovo en 1448 y la gobernó hasta 1912. La población fue obligada a convertirse al islam y muchos se exiliaron en Italia. La diócesis y monasterios fueron destruidos.
En 1618 el papa Paulo V nombró un obispo para Prizren y desde 1622 la diócesis fue puesta bajo la tutela de la Congregación de Propaganda Fide, creada ese año.
En la segunda mitad del siglo XVII fue sufragánea de la arquidiócesis de Durrës (hoy arquidiócesis de Tirana-Durrës). A principios del siglo XVIII se nombró al último obispo, tras lo cual no se sabe nada de esta diócesis. Durante el período más tardío del Imperio otomano en el siglo XIX hubo varias iniciativas para organizar una diócesis regular. 

### Diócesis titular
En 1912 la región de Prizren pasó a la soberanía del Reino de Serbia. Para regular el estado de la Iglesia católica, el gobierno de Serbia concluyó un concordato con el Santa Sede el 24 de junio de 1914. Por el segundo artículo de concordato, se decidió que la diócesis de Skopie sería creada como diócesis regular para todo el territorio nuevamente anexionado (incluyendo Prizren), y se estuvo de acuerdo también en que fuera colocada bajo la jurisdicción metropolitana de la arquidiócesis católica de Belgrado. Debido a la Primera Guerra Mundial, esas provisiones no pudieron ser plenamente implementadas, y sólo después de 1918 nuevos arreglos fueron hechos, pero la diócesis de Prizren quedó extinguida.

### Diócesis de Skopie-Prizren
Durante la primera Yugoslavia (1918-1941), hubo algunas iniciativas nuevas para la creación de una diócesis local en Prizren. Durante la Segunda Guerra Mundial, el último obispo titular de Prisriana fue nombrado en 1942 (Ivan Romanoff), pero nunca fue a Prizren. En 1933 el título Prisrianensis se contaba entre las sedes episcopales titulares de la Iglesia católica, hasta el 2 de octubre de 1969 cuando, mediante la bula del papa Pablo VI Ad Ecclesiam Christi, se unió a la diócesis de Skopie, que cambió su nombre en el de Skopie-Prizren. Al mismo tiempo, se construyó la iglesia de Nuestra Señora del Perpetuo Socorro en Prizren como concatedral de la diócesis de Skopie-Prizren.

### Administración apostólica de Prizren
Tras la finalización de la guerra de Kosovo el 11 de junio de 1999 y el establecimiento de la Misión de Administración Provisional de las Naciones Unidas en Kosovo, la administración apostólica de Prizren limitada solo al territorio kosovar fue erigida el 24 de mayo de 2000 mediante la bula Apostolicum munus del papa Juan Pablo II tras la división de la diócesis de Skopie-Prizren, de la que también se originó la diócesis de Skopie.
El primer administrador apostólico de Prizren fue el obispo titular Marko Sopi de Celerina, quién sirvió de 2000 a 2006. Este sucedió al obispo, Dodë Gjergji de Sapë.
El 17 de febrero de 2008 Kosovo se declaró independiente de Serbia.

### Diócesis de Prizren-Pristina
El 5 de septiembre de 2018 la administración apostólica fue elevada al rango de diócesis, con su actual denominación, mediante la bula Demandatum Nobis del papa Francisco.

## Estadísticas
Según el Anuario Pontificio 2024 la diócesis tenía a fines de 2023 un total de 61 000 fieles bautizados.
| Año                                                                             | Población            | Población | Población      | Sacerdotes | Sacerdotes    | Sacerdotes    | Bautizados por sacerdote | Diáconos permanentes | Religiosos | Religiosos | Parroquias |
| Año                                                                             | Bautizados católicos | Total     | % de católicos | Total      | Clero secular | Clero regular | Bautizados por sacerdote | Diáconos permanentes | Varones    | Mujeres    | Parroquias |
| ------------------------------------------------------------------------------- | -------------------- | --------- | -------------- | ---------- | ------------- | ------------- | ------------------------ | -------------------- | ---------- | ---------- | ---------- |
| 2000                                                                            | 60 000               | 2 000     | 3.0            | 50         | 44            | 6             | 1200                     |                      | 12         | 96         | 23         |
| 2001                                                                            | 65 000               | 2 100 000 | 3.1            | 53         | 47            | 6             | 1226                     |                      | 10         | 66         | 23         |
| 2002                                                                            | 65 000               | 2 100 000 | 3.1            | 55         | 49            | 6             | 1181                     |                      | 10         | 67         | 23         |
| 2004                                                                            | 65 000               | 2 100 000 | 3.1            | 55         | 47            | 8             | 1181                     |                      | 10         | 79         | 23         |
| 2007                                                                            | 65 000               | 2 100 000 | 3.1            | 53         | 50            | 3             | 1226                     |                      | 5          | 83         | 23         |
| 2008                                                                            | 65 000               | 2 100 000 | 3.1            | 64         | 59            | 5             | 1015                     |                      | 50         | 83         | 23         |
| 2012                                                                            | 66 800               | 2 160 000 | 3.1            | 62         | 57            | 5             | 1077                     |                      | 8          | 85         | 24         |
| 2017                                                                            | 58 000               | 1 800 000 | 3.2            | 52         | 40            | 12            | 1115                     |                      | 13         | 91         | 25         |
| 2019                                                                            | 58 000               | 1 831 000 | 3.2            | 53         | 44            | 9             | 1094                     |                      | 10         | 89         | 25         |
| 2021                                                                            | 59 000               | 1 862 500 | 3.2            | 50         | 41            | 9             | 1180                     |                      | 10         | 89         | 25         |
| 2023                                                                            | 61 000               | 1 928 580 | 3.2            | 50         | 41            | 9             | 1220                     |                      | 10         | 89         | 25         |
| Fuente: Catholic-Hierarchy, que a su vez toma los datos del Anuario Pontificio. |                      |           |                |            |               |               |                          |                      |            |            |            |

## Episcopologio

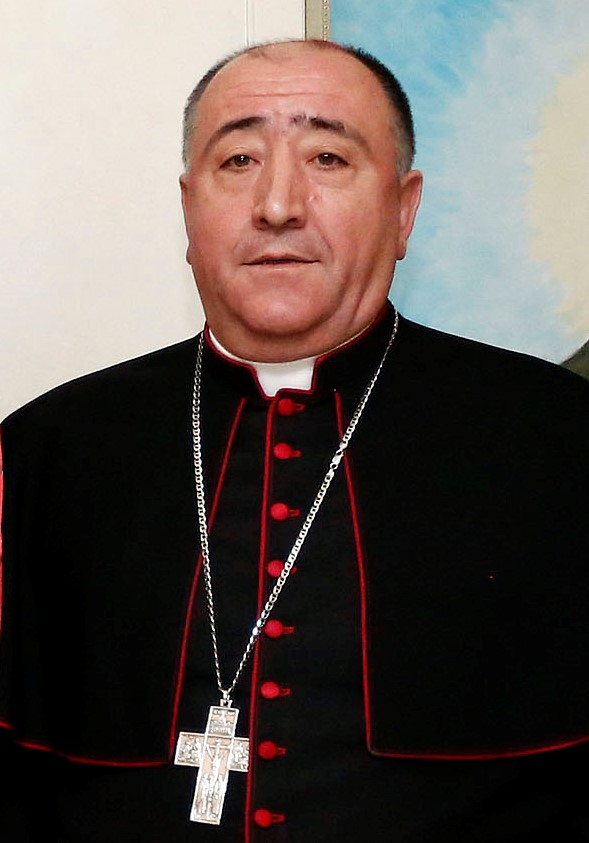
Dodë Gjergji, obispo de Prizren-Pristina desde 2006

- Petar Katić † (12 de febrero de 1618-marzo de 1622 falleció)
  - Sede vacante (1622-1651)
- Franjo Svimirović, O.F.M.Obs. † (27 de febrero de 1651-20 de marzo de 1656 nombrado arzobispo de Ocrida)
  - Giovanni Felice Bernabei, O.F.M.Conv. † (5 de noviembre de 1689-26 de diciembre de 1702 falleció) (obispo titular)[11]
- José Antonio Jaspe Montenegro † (18 de marzo de 1705-?) (obispo titular)[nota 3]
  - Ivan Romanov † (6 de julio de 1942-8 de enero de 1953 falleció) (obispo titular)[nota 4]
  - Sede vacante (siglo XVII-1969)
  - Sede unida a la diócesis de Skopie (1969-2000)
- Marko Sopi † (24 de mayo de 2000-11 de enero de 2006 falleció)
- Dodë Gjergji, desde el 12 de diciembre de 2006